# Dot Jones
Dorothy-Marie « Dot » Jones dite Dot Jones, ou plus rarement Dot-Marie Jones, est une athlète et actrice américaine née le 4 janvier 1964 à Turlock, en Californie, principalement connue pour être l'interprète du personnage de Shannon (plus tard renommé Sheldon) Beiste dans la série télévisée Glee, rôle pour lequel elle fut nommée aux Emmy Awards.

## Biographie
Jones naît le 4 janvier 1964 à Turlock et grandit à Hilmar, aux États-Unis. Elle commence à participer aux compétitions athlétiques jeune, avant qu'une poussée de croissance importante, de 18 centimètres en 9 mois, lui cause des problèmes de dos, la poussant à soulever des poids pour muscler celui-ci. Elle poursuit ses efforts et devient championne d'haltérophilie à la Hilmar High School, où elle étudie, et athlète féminine de l'année. Jones remporte son premier championnat du monde de bras de fer à l'âge de 19 ans.  
Grâce à sa bourse, la jeune femme poursuit ses études au Modesto Junior College, puis à l'Université d'État de Californie à Fresno, où elle pratique le softball, le lancer de poids et le powerlifting (une sorte d'haltérophilie),,. Elle remporte tous les prix de lancer de poids tant au collège qu'à l'université, devient championne d’État en 1983 et 1984 et détentrice du record national pour les collèges de 1983 à 1990. Qualifiée pour les sélections olympiques des États-Unis d'athlétisme, elle se classe sixième,.
Après avoir fini ses études, Jones travaille comme conseillère auprès des jeunes du centre de probation du comté de Fresno, tout en poursuivant son implication dans le sport.

## Vie privée
Jones est ouvertement lesbienne, elle s'est mariée avec Bridgett Casteen le 21 décembre 2013.

## Carrière
Bien qu'elle n'ait jamais eu le désir de devenir actrice, elle est repérée à une compétition de culturisme par Shirley Eson-Korito, membre des American Gladiators, qui lui propose un rôle dans Knights and Warriors. Elle incarne ainsi Lady Battleaxe le temps d'une saison.
Jones apparaît par la suite dans différentes séries au cours des années 1990 et 2000, tout en continuant la compétition de bras de fer. Son premier rôle récurrent est celui de Dot dans Mariés, deux enfants, suivi du coach Kelly dans Lizzie McGuire. En parallèle, elle obtient de nombreux rôles mineurs dans des productions telles que Nip/Tuck, Desperate Housewives, Prison Break et Ma Famille d'Abord. 
Adepte de la série Glee et ayant déjà travaillé avec son co-créateur, Ryan Murphy, sur Nip/Tuck et sur le projet Pretty/Handsome, originellement prévu pour la chaîne câblée FX, qui ne fut finalement jamais diffusé, Jones demande à Brad Falchuk s'ils pourraient lui trouver un rôle dans la série. Peu de temps après, l'actrice est contactée pour interpréter la coach Shannon Beiste, un personnage spécialement créé et écrit pour elle. Le personnage change plus tard de genre, et est dès lors renommé Sheldon. Elle est un personnage récurrent des saisons 2 à 5, avant de devenir un personnage principal dans la saison 6, qui fut également la dernière de la série. Jones fut nommée aux Emmy Awards pour son interprétation du coach Beiste.   
En 2017, l'actrice renoue les liens avec Murphy et Falchuk sur la septième saison de l'anthologie horrifique American Horror Story, sous-intitulée Cult. Elle y prête ses traits à Butchy May, une femme en cavale, membre du groupe féministe-radicale de Valerie Solanas, ici campée par l'actrice Lena Dunham. Elle apparaît dans l'épisode 7.

## Filmographie

### Cinéma
- 1995 : The Courtyard : Mademoiselle Mover
- 1995 : Under Lock and Key : Dot
- 1998 : Docteur Patch : Mademoiselle Meat
- 1999 : Les Anges de Boston : Rosengurtle Baumgartener
- 2000 : Love Her Madly : une femme
- 2002 : Stray Dogs : Jolene Carter
- 2006 : The Enigma with a Stigma : Bonnie
- 2006 : Cattle Call : la lesbienne
- 2006 : Pucked : Wendy Delvecchio
- 2006 : Material Girls : Butch Brenda
- 2007 : Murder 101: College Can Be Murder : la sergente
- 2008 : Columbus Day : la policière
- 2011 : Bad Teacher : fournisseuse d'Elizabeth
- 2011 : Hero Treatment : Alice Glass
- 2013 : White T : Thelma
- 2014 : Muffin Top: A Love Story : Christina
- 2017 : Maybe Someday : Ricki Ann
- 2017 : I'm OK : la maman
- 2018 : Dead Woman Walking : Dorothy
- 2018 : Hurricane Bianca: From Russia with Hate (en) : Svetlana Zlopanost
- 2018 : Do Not Be Deceived : Louise
- 2018 : Greener Grass : Little Helen
- 2019 : 3 from Hell : Slackjaw

### Télévision

#### Téléfilms
- 2003 : Trash : Madame Von Krupp
- 2009 : Prison Break: The Final Break : Skittlez

#### Séries télévisées
- 1992 : Knights and Warriors : Lady Battleaxe
- 1994 : La Fête à la maison  : la femme musclée (saison 8, épisode 4)
- 1994 : Seuls au Monde : Big Lucy (saison 1, épisode 8)
- 1995 : Mariés, deux enfants : Lola (saison 9, épisodes 3, 5 et 6)
- 1995 : Can't Hurry Love : Cleo (saison 1, épisode 10)
- 1996 : Mariés, deux enfants : Dot (saison 10, épisodes 4 et 6)
- 1996 : California Dreams : Heidi (saison 4, épisode 13)
- 1996 : In The House : Dot (saison 3, épisode 7)
- 1996 : Boston Common : Jocelyn (saison 2, épisode 12)
- 1996 Night Stand : Marta Furman / Tiffany Plusco (saison 2, épisode 9 / 33)
- 1997 : Roseanne : la veuve noire (saison 9, épisode 20)
- 1997 : Une fille à scandales : Sheila (saison 2, épisode 13)
- 1998 : Tracey Takes On... : la golfeuse (saison 3, épisode 7)
- 1998 : Dharma et Greg : Hey-19 (saison 1, épisode 23)
- 1998 : The Parent 'Hood : Helga (saison 4, épisode 19)
- 1998 : Arliss (saison 3, épisode 1)
- 1998 : Cybill : supect numéro 5 (saison 4, épisode 21)
- 2000 : Chicago Hope, La Vie à Tout Prix : l'ange de la mort (saison 6, épisode 17)
- 2000 : Strip Mall : Suze (saison 1, épisode 6)
- 2000 : One World (en) : Lunachick (saison 3, épisode 6)
- 2001-2003 : Lizzie McGuire : coach Kelly (saisons 1 et 2)
- 2002 : Spy Girls : Léon (saison 1, épisode 10)
- 2003 : Les Anges de la Nuit : une garde (saison 1, épisode 10)
- 2004-2005 : Ma Famille d'Abord : Toni / Tiffany, l'infirmière (saison 5, épisodes 4 et 9 / 26)
- 2006 : La Vie de Palace de Zack et Cody : Gretel (saison 2, épisode 13)
- 2006 : Pepper Denis : McGee (saison 1, épisode 11)
- 2006 : Who Wants to be a Superhero? : la prisonnière (saison 1, épisode 4)
- 2006 : Reba : Dot (saison 6, épisode 1)
- 2007 : The Naked Trucker and T-Bones Show : la joueuse de baseball lesbienne (saison 1, épisode 1)
- 2007 : Une Famille du Tonnerre : la détenue (saison 6, épisodes 1 et 2)
- 2007 : Men In Trees : Leçons de Séduction : Sapphire (saison 2, épisode 4)
- 2007 : Earl : l'auteure de lettres (saison 3, épisode 6)
- 2007-2009 : Nip/Tuck : Tess (saison 5, épisodes 4, 21 et 22)
- 2008 : iCarly : l'officière (saison 2, épisode 6)
- 2008 : According to Jim : Betty (saison 8, épisode 6)
- 2009 : Mentalist : la manager de l'aéroport (saison 1, épisode 17)
- 2009 : Desperate Housewives : la garde (saison 5, épisode 19)
- 2009 : Prison Break : Skittlez (saison 4, épisodes 23 et 24)
- 2009 : 10 Things I Hate About You : la caissière (saison 1, épisode 6)
- 2010 : Cougar Town : une femme (saison 1, épisode 16)
- 2010-2012 : Venice the Series : l'infirmière (saisons 2 et 3)
- 2010 : 10 Things I Hate About You : la femme qui déjeune (saison 1, épisode 14)
- 2010 : Hawthorne : Infirmière en Chef : Dot Gardocki / ER Clerk (saison 2, épisodes 1, 2, 3, 4 et 6)
- 2010-2015 : Glee : Shannon/Sheldon Beiste (saisons 2 à 6)
- 2012 : Are You There, Chelsea? : Patty (saison 1, épisode 1)
- 2012 : Les Pingouins de Madagascar : superviseure de l'Eurobanks (saison 3, épisode 8 : voix)
- 2012 : The Exes : la troisième femme (saison 2, épisode 10)
- 2012-2013 : Have You Met Miss Jones? : Miss Lolly (saison 1, épisodes 0, 2, 3, 5)
- 2014 : Baby Daddy : Masha (saison 3, épisode 10)
- 2014 : Playing House : la motarde (saison 1, épisode 10)
- 2014 : The Millers : Duke (saison 2, épisode 1)
- 2015 : Clipped : Dottie (saison 1, épisode 7)
- 2015 : Dropping the Soap : Vivian (saison 1, épisode 7)
- 2016 : The Faith Diaries : Mickey (saison 1, épisodes 2, 6 et 7)
- 2016 : 2 Broke Girls : Big Reba (saison 6, épisode 3)
- 2016 : Jane the Virgin : l'amie de Magda (saison 3, épisode 4)
- 2016 : Des Jours et des Vies : Chille (saison 1, épisode 12990)
- 2017 : Modern Family : Louise (saison 8, épisode 15)
- 2017 : Teachers : Marta (saison 2, épisode 9)
- 2017 : Doubt : juge Pauline Perillo (saison 1, épisode 8)
- 2017 : American Horror Story: Cult : Butchy May (saison 7, épisode 7)
- 2018-2019 : The Resident : Meg Mullins (saison 1, épisode 14 ; saison 2 épisode 12)
- 2021 : American Horror Story: Double Feature : l'agent Jan Remy (saison 10, épisode 6)

## Liste des références
1. ↑  (en) « Outstanding Guest Actress in a Comedy Series 2011 », 20 septembre 2011
2. ↑  « The Item - Google News Archive Search », sur news.google.com (consulté le 20 octobre 2017)
3. ↑  (en-US) « Breaking Celeb News, Entertainment News, and Celebrity Gossip », sur E! Online (consulté le 20 octobre 2017)
4. 1 2  (en) Marc Malkin, « Five Things to Know About Glee's New Football Coach », E! Online, 21 septembre 2010
5. ↑  (en) « There is life after Dot Jones »(Archive.org • Wikiwix • Archive.is • Google • Que faire ?), The Modesto Bee, 18 mai 1985
6. 1 2 3  (en) « Arm Wrestler Has Her Sights Set on Olympic Gold », The Item,‎ 26 octobre 1991 (lire en ligne)
7. 1 2   (en) John Peoples, « Armed and Dangerous : Behind Smile, Dot Jones Is an Arm-Wrestling Force », The Seattle Times,‎ 20 janvier 1993 (lire en ligne)
8. ↑   (en) « Dot Jones Qualifies »(Archive.org • Wikiwix • Archive.is • Google • Que faire ?), The Modesto Bee, 14 février 1988